# 花上苑
花上苑（？年—？年），號半竹，四川顺庆府南充县人。明末政治人物。

## 生平
崇祯三年（1630年）庚午科四川乡试舉人，四年（1631年）联捷辛未科进士。都察院观政，授浙江西安县知县。